# Auto-Fauteuil

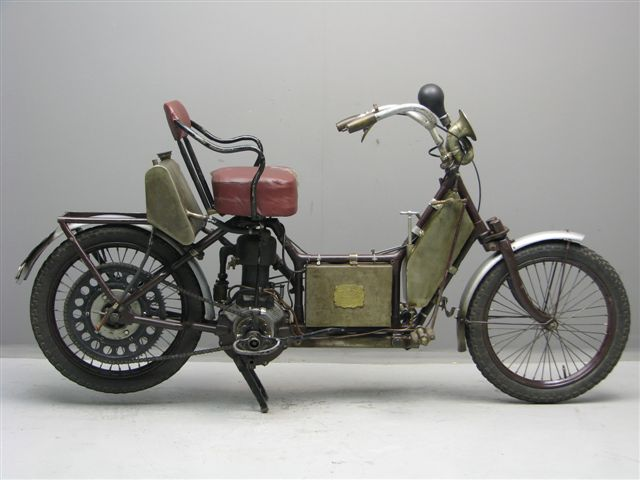
Auto-Fauteuil 490 cm3 (1908) avec moteur à soupapes latérales, à refroidissement à eau maison.

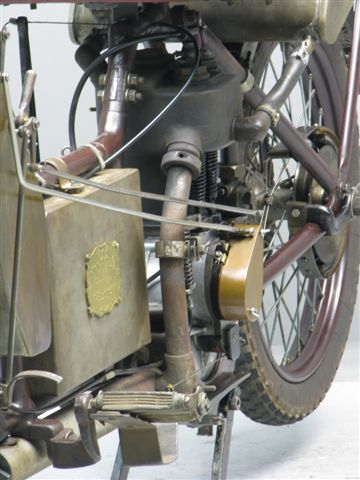
Détail de l'échappement-réchauffe pied.

Auto-Fauteuil est une entreprise française qui a créé le premier véhicule appartenant à la classe des scooters en 1902. Fondée par Georges Gauthier à Blois, elle a été active de 1902 à 1920.

## Caractéristiques du véhicule
Le deux-roues a été, dans certains cas, motorisés avec un moteur monocylindre à soupapes latérales Aster placé devant la roue arrière.
Des blocs moteurs De Dion-Bouton de Puteaux ont également été utilisés dans des versions 3 ch à refroidissement à air et 3 ½ ch à refroidissement à eau. 
Aux environs de 1906, Gauthier commencé à utiliser ses propres blocs moteur.
Un siège luxueux, complet avec des accoudoirs, fixé au-dessus du moteur a donné son nom au véhicule.
Gauthier trouvait que sa machine combinait les avantages d’une voiture et d’un vélomoteur sans en avoir les inconvénients. L’utilisation de petites roues permettait d’obtenir un centre de gravité relativement bas mais surtout un passage entre les jambes également très bas très apprécié du clergé. 
La machine était démarrée à l’aide d’une manivelle et avait un embrayage. Avec une béquille centrale, l’Auto-Fauteuil était en avance sur son temps. Après la Première Guerre mondiale, la machine était dépassée, mais Gauthier a offert de moderniser tout Auto-fauteuil existant. Autre détail intéressant, l’échappement pouvait servir de chauffe-pieds.